# Chris Lowell
Christopher Lowell (født 17. oktober 1984) er en amerikansk skuespiller.
Han er bedst kendt for at spille rollerne som Stosh "Piz" Piznarski i tv-serien Veronica Mars (2006-2007), William "Dell" Parker i tv-serien Private Practice (2007-2010) og Sebastian "Bash " Howard i tv-serien GLOW (2017–2019). Han har også optrådt i film, især Up in the Air (2009), The Help (2011) og Promising Young Woman (2020), som alle blev nomineret til Oscar-prisen for bedste film.